# Playgirl (singel)
„Playgirl” – singel brytyjskiego zespołu muzyki elektronicznej Ladytron, wydany w 2000 roku jako promo przez wytwórnię Invicta Hi-Fi oraz ponownie w 2001 roku przez tę samą wytwórnię, osiągając 89. miejsce na brytyjskiej liście przebojów (notowanie z 24 listopada 2001 roku). 
Był to drugi singiel z albumu 604 wydanego 6 lutego 2001 roku. Jego producentami był zespół Ladytron oraz Lance Thomas. „Playgirl” ukazał się na płycie kompaktowej i płycie dwunastocalowej.
Piosenka „Playgirl” pojawiła się w filmie Niebezpieczne miasto oraz w serialu Słowo na L.

## Krytyczny odbiór
Neil Jones na łamach Drowned in Sound utwór „Playgirl” opisał jako „hymn ku czci klaustrofobii małego miasteczka i rozwiązłej kobiecości w stylu świadomego, poetyckiego uroku”, który „rozgrzewa serca prawdziwych dysydentów”. 
Piosenka znalazła się na 25. miejscu na liście najlepszych singli 2000 roku magazynu Select.

## Lista utworów
| „Playgirl” (wersja promocyjna – Invicta Hi-Fi – LIQ077) | „Playgirl” (wersja promocyjna – Invicta Hi-Fi – LIQ077)   | „Playgirl” (wersja promocyjna – Invicta Hi-Fi – LIQ077) |
| Nr                                                      | Tytuł utworu                                              | Długość                                                 |
| ------------------------------------------------------- | --------------------------------------------------------- | ------------------------------------------------------- |
| 1.                                                      | „Playgirl (Original Version)”                             | 3:51                                                    |
| 2.                                                      | „Playgirl (Zombie Nation Remix)”                          | 5:46                                                    |
| 3.                                                      | „Playgirl (Felix Da Housecat Thee GrooveRetro Radio Mix)” | 3:51                                                    |
| 4.                                                      | „Playgirl (Simian Playboy Mix)”                           | 2:40                                                    |
| 5.                                                      | „Playgirl (I Monster Northern Lights Mix)”                | 6:06                                                    |
| 6.                                                      | „Playgirl (Tobias Neumann Mix)”                           | 3:57                                                    |
| 7.                                                      | „Playgirl (Felix Da Housecat Glitz Clubhead Mix)”         | 6:35                                                    |
| 8.                                                      | „Playgirl (King Of Woolworths Coming Down Mix)”           | 7:50                                                    |
| 9.                                                      | „Playgirl (Howie Ross Mix)”                               | 4:46                                                    |
| 10.                                                     | „Playgirl (Tobias Neumann Club Mix)”                      | 3:54                                                    |
|                                                         |                                                           | 49:16                                                   |

Źródło:

## Teledysk
Powstały trzy teledyski do „Playgirl”: wersja pierwsza z 2000 roku, wersja druga z 2001 roku i wersja reżyserska z tego samego roku. Wszystkie trzy wersje zostały wyreżyserowane przez Jamesa Slatera i Neila McLeana.